# Malte Larsen
Malte Larsen, né le 19 décembre 1968, est un homme politique danois, membre de la Social-démocratie.

## Biographie
Après ses études secondaires, Malte Larsen travaille dans le secteur de l'agriculture, avant de devenir professeur à la fin des années 1990.
Engagé au sein de la Social-démocratie, il est candidat aux élections législatives de juin 2015 dans le Jutland de l'Est mais ne parvient pas à remporter de siège, devenant seulement le premier suppléant social-démocrate dans la circonscription. À ce titre, il siège plusieurs mois pendant la législature comme membre temporaire du Folketing, en remplacement de députés absents.
Il est élu député de plein exercice lors des élections législatives de juin 2019. Après le scrutin, il devient le porte-parole du groupe parlementaire social-démocrate pour les ports. En mai 2022, il devient également porte-parole social-démocrate pour le commerce.
Il est réélu pour un second mandat lors des élections législatives anticipées de novembre 2022. 
En septembre 2024, il succède à Jesper Petersen comme président de la commission parlementaire sur la fiscalité. Il quitte ce rôle en avril 2025, quand il succède à Rasmus Horn Langhoff à la présidence de la commission sur l'énergie et le climat.